# غارث باتلر
غارث باتلر (بالإنجليزية: Garth Butler)‏ (7 فبراير 1923 ببرمنغهام في المملكة المتحدة - 13 يوليو 1995 في المملكة المتحدة) هو لاعب كرة قدم بريطاني (وحمل سابقاً جنسية المملكة المتحدة لبريطانيا العظمى وأيرلندا) في مركز الظهير. لعب مع بورت فايل.